# Cyphopterum odontospermi
Cyphopterum odontospermi är en insektsart som beskrevs av Lindberg 1954. Cyphopterum odontospermi ingår i släktet Cyphopterum och familjen Flatidae. Inga underarter finns listade i Catalogue of Life.